# Свертвегер, Софи
Софи Жильбера Люсьенн Свертвегер, в замужестве Согрен (фр. Sophie Gilberte Lucienne Swaertvaeger, род. 14 октября 1975) — французская профессиональная велогонщица.

## Достижения
1991
3-я на Чемпионате Франции — групповая гонка U19
1993
 Чемпионка Франции — групповая гонка U19
1994
2-я на Гран-при Японии
2-я на международной групповой гонке
3-я на Туре дю Кантон
7-я на Гран-при Наций
1995
Тур Аквитании
Гран-при взаимопомощи Верхней Гаронны:
2-я на 1-м этапе
4-я в генеральной классификации
2-й этап Тура де ла Дром
3-я в Хроно Шампенуа
8-я на Эмакумин Бира
1996
Гран-при взаимопомощи Верхней Гаронны:
2-я на 1-м этапе
2-я в генеральной классификации
Тур Лимузена:
3-я на 2-м этапе
3-я в генеральной классификации
3-я на 2-м этапе Тура де л'Од
5-я на Гран-при Наций

### Статистика выступления наГранд-турах
| Гонка / Год          | 1995 | 1996 |
| -------------------- | ---- | ---- |
| Гранд Букль феминин  | 51   | 26   |
| Тур де л'Од феминин  | 37   | 25   |
| Джиро д’Италия Донне | —    | 31   |

## Личная жизнь
Софи Свертвегер замужем за Сирилем Согреном, бывшим профессиональным велогонщиком, победителем 4-го этапа Тур де Франс 1996 года. У них есть две дочери: Клое и Лилу, которые также занимаются профессиональным велоспортом. Клое выступает за команду Lotto Belisol Ladies, а Лилу — за клуб Team Avesnois.
По завершении спортивной карьеры, с сентября 2007 по июль 2010 Софи Свертвегер работала агентом в сфере недвижимости, с января 2011 по июль 2015 года — ассистент агентства недвижимости, с июля 2015 по октябрь 2017 — региональный ассистент (Северная Нормандия и Иль-де-Франс). С января 2018 по февраль 2022 — исполнительный помощник компании Adiag, с января 2021 года — руководитель административного отдела Apave Diagnostics, член «Клуба 300 женщин-директоров» CNOSF.